# Carin Du Rietz
Catharina (Carin) Du Rietz, född 14 oktober 1766 på Sommenäs i Tidersrums socken, död 31 juli 1788 i Kungsbacka, var en svensk soldat vid kungliga Livgardet. Hon är troligen den första kvinna som tjänstgjort i det svenska livgardet, med tanke på att kvinnor inte fick tjänstgöra i det förrän på 1900-talet.

## Biografi
Carin Du Rietz var dotter till den adlige löjtnanten Carl Du Rietz, volontär vid Adelsfanan, och friherrinnan Eva Christina Cronhielm, och var det näst äldsta av fjorton syskon av sju systrar och sex bröder. Hon växte upp på ett gods i Småland. Hon beskrivs som en kvinna med en "amasons bildning", kraft och mod, temperamentsfull och vacker och med ett "snillets eld". 
Carin du Rietz rymde hemifrån tre gånger. Skälet anges som föräldrarnas hårdhet kombinerat med läsandet av alltför många romaner. Första gången tog hon sig till Stockholm, där hon ertappades av sina bröder, som förde henne tillbaka till föräldrarna. Andra gången sökte hon skydd hos sin morfar på Värmdön. Den tredje gången klädde hon ut sig till man och tog värvning i Kungliga Livgardet vid hovet i Stockholm. 
Under sin tid som gardessoldat klarade hon sig från upptäckt tack vare sin list, men sades ha haft så svåra problem med uppvaktning från både kvinnor och män att hon till slut inte såg någon annan utväg än att själv avslöja allt för kungen innan hon blev upptäckt av någon annan. Enligt traditionen avslöjade hon sig genom att falla på knä för Gustav III en dag då han passerade förbi en rad uppställda soldater, bland vilka hon var en i raden. 
Gustav III ska ha blivit mycket road av hennes historia. Han lät henne slippa straff och lät henne i stället gifta sig med prästen Erik Johan Paulin (1760–1788), något både Du Rietz och Paulin ska ha varit belåtna med. Giftermålet ägde rum 1787. Det anses att Gustav III:s reaktion och det faktum att hon undvek all bestraffning till stor del berodde på det faktum att Du Rietz var släkt med Charlotte Du Rietz, som Gustav tidigare hade haft en nära relation med. Han gav därefter Paulin Kungsbacka pastorat. Carin du Rietz avled dock i barnsäng strax efter att makarna flyttat in i sitt nya hem, och hennes man kyrkoherden och barnet dog även de strax därefter.